# Wvdial
Wvdial (pronunciato 'wivdaial') è un piccolo programma di utilità che stabilisce una connessione ad Internet attraverso un modem. Il programma viene inserito in alcune importanti distribuzioni. Wvdial comanda la selezione del numero di un modem remoto, avviando il PPPD, o Point-to-Point Protocol Daemon, al fine di stabilire il collegamento a Internet.
All'avvio Wvdial carica la sua configurazione dal file /etc/wvdial.conf e da ~/.wvdialrc, file che contengono la porta del modem, la velocità, e le stringhe di inizializzazione , assieme all'informazione riguardante l'ISP, il numero di telefono, il nome utente e la password. 
Quindi invia le stringhe di inizializzazione, seleziona il numero del modem remoto e aspetta il segnale di connessione stabilita.  A questo punto Wvdial avvia PPP, se vede una sequenza PPP dal server, o altrimenti tenta di avviare PPP. Se fallisce, wvdial semplicemente avvia pppd. La connessione avviata con wvdial può essere terminata premendo ctrl-C. Wvdial usa la libreria Wvstreams.